# Славновское сельское поселение
Сла́вновское се́льское поселе́ние — упразднённое муниципальное образование в составе Калининского района Тверской области, существовавшее в 2005 — 2023 годах.
Центр поселения — деревня Славное.

## Географические данные
- Общая площадь: 418,3 км².
- Нахождение: северная часть Калининского района.
  - Граничит:
    - на севере — с Рамешковским районом, СП Кушалино и СП Ильгощи
    - на юго-востоке — с Каблуковским СП
    - на юго-западе — с Аввакумовским СП
    - на западе — с Михайловским СП
    - внутри поселения — территория городского поселения пгт Орша.

Главная река — Орша. Восточную часть поселения занимает болотный массив «Оршинский Мох» (торфоразработки).

### Транспорт
На северо-западе поселение пересекает автодорога «Тверь—Бежецк—Весьегонск—Устюжина».

По территории поселения проходит железнодорожная ветка АО «Тверьторф» на посёлок Орша.

## История
С образованием в 1796 году Тверской губернии территория поселения входила в Тверской уезд (в середине XIX-начале XX века деревни поселения относились к Арининской и Белекушальской волостям). В 1929 году Тверская губерния ликвидирована и территория поселения вошла в Тверской (с 1931 — Калининский) район Московской области. С 1935 по 1956 год территория поселения относится к Кушалинскому району Калининской области. C 1956 года территория поселения входит в Калининский район.
Славновское сельское поселение образовано в 2005 году, включило в себя территории Беле-Кушальского и Славновского сельских округов.
Законом Тверской области от 26.05.2023 № 25-ЗО муниципальное образование было упразднено с включением всех населённых пунктов в состав Калининского муниципального округа.

## Экономика
Основное хозяйство: СПК «Романовский».

## Население
На 01.01.2008 — 1787 человек.

## Населенные пункты
На территории поселения находятся следующие населённые пункты:
| №  | Тип нп | Название        | Население (2008 год) |
| -- | ------ | --------------- | -------------------- |
| 1  | дер.   | Славное         | 302                  |
| 2  | дер.   | Амачкино        | 2                    |
| 3  | дер.   | Арининское      | 171                  |
| 4  | дер.   | Бочарниково     | 13                   |
| 5  | дер.   | Горбово         | 37                   |
| 6  | дер.   | Григорьево      | 6                    |
| 7  | дер.   | Давыдово        | 11                   |
| 8  | дер.   | Долгушево       | 6                    |
| 9  | дер.   | Марьино         | 2                    |
| 10 | дер.   | Мачехин Конец   | 0                    |
| 11 | дер.   | Мерлово         | 15                   |
| 12 | дер.   | Наквасино       | 8                    |
| 13 | дер.   | Настасино       | 6                    |
| 14 | дер.   | Полянское       | 17                   |
| 15 | дер.   | Почеп           | 17                   |
| 16 | дер.   | Савкино         | 13                   |
| 17 | дер.   | Симоново        | 56                   |
| 18 | дер.   | Тальниково      | 1                    |
| 19 | дер.   | Тестово         | 24                   |
| 20 | дер.   | Хохряково       | 6                    |
| 21 | дер.   | Щукино          | 3                    |
| 22 | село   | Беле-Кушальское | 472                  |
| 23 | дер.   | Борисово        | 2                    |
| 24 | дер.   | Головино        | 10                   |
| 25 | дер.   | Денисово        | 3                    |
| 26 | дер.   | Коленово        | 13                   |
| 27 | дер.   | Нефедьево       | 2                    |
| 28 | дер.   | Новая Слобода   | 36                   |
| 29 | дер.   | Панино          | 4                    |
| 30 | дер.   | Пантелеево      | 6                    |
| 31 | дер.   | Погорельцы      | 4                    |
| 32 | дер.   | Помисово        | 16                   |
| 33 | дер.   | Пургасово       | 3                    |
| 34 | дер.   | Пчельниково     | 1                    |
| 35 | дер.   | Романово        | 37                   |
| 36 | дер.   | Сбынь           | 11                   |
| 37 | дер.   | Тованово        | 22                   |
| 38 | дер.   | Шестино         | 46                   |
| 39 | дер.   | Ширяево         | 20                   |
| 40 | пос.   | Восток          | 363                  |

На территории поселения находятся 8 садоводческих товариществ.

### Бывшие населенные пункты
На территории поселения исчезли деревни Долгово, Дубровка, Козлово, Омелино, Передельново, Раменье и другие.

## Известные люди
В деревне Погорельцы родился Герой Советского Союза Николай Васильевич Кошелев.
В деревне Григорьево родился в 1918 году Салтыков Михаил Андреевич.В годы В.О.войны в 1942 году он был награждён орденом адмирала Ушакова за участие в потоплении "непотопляемого" немецкого  линкора "Тирпиц" в водах Северного Заполярья.Сейчас их подлодка находится в Североморске,как музей-экспонат боевых побед подводников в годы В.О.войны